# Henrik Dam
Carl Peter Henrik Dam (ur. 21 lutego 1895 w Kopenhadze, zm. 17 kwietnia 1976 tamże) – duński biochemik i fizjolog, laureat nagrody Nobla w dziedzinie medycyny za odkrycie witaminy K.

## Życiorys
Był synem kopenhaskiego aptekarza Emila Dama i jego żony Emilie (z domu Peterson), nauczycielki. W 1920 roku ukończył studia chemiczne na Instytucie Politechnicznym w Kopenhadze (obecnie Duński Uniwersytet Techniczny), po czym rozpoczął pracę na stanowisku asystenta na Królewskim Uniwersytecie Weterynaryjnym i Rolniczym (Kongelige Veterinær- og Landbohøjskole). Od 1923 roku pracował jako wykładowca biochemii w Laboratorium Fizjologicznym Uniwersytetu Kopenhaskiego.
W 1925 roku przebywał na Uniwersytecie w Grazu, gdzie studiował mikroanalizę u Fritza Pregla. W 1928 roku został adiunktem, a w 1929 profesorem nadzwyczajnym w Instytucie Biochemii Uniwersytetu Kopenhaskiego. W 1934 roku uzyskał, na podstawie rozprawy zatytułowanej "Niektóre badania nad znaczeniem biologicznym steroli" Nogle Undersøgelser over Sterinernes Biologiske Betydning, uzyskał stopień doktora biochemii.
Prowadził badania dotyczące metabolizmu steroli, współpracując z Rudolphem Schoenheimerem na Uniwersytecie Albrechta i Ludwika we Fryburgu (w latach 1932-1933) oraz Paulem Karrerem w Zurychu.
Prowadząc badania nad metabolizmem steroli u kurczaków, Dam zaobserwował występowanie u nich choroby objawiającej się zwiększoną tendencją do krwawień oraz wydłużonym czasem krzepnięcia krwi. Powiązał występowanie tej choroby z niedoborem jednej z witamin, którą nazwał witaminą K (od koagulacja). Dam i jego współpracownicy stwierdzili, że witamina ta jest rozpuszczalna w tłuszczach oraz występuje w zielonych liściach. W 1939 Dam (a także, niezależnie od niego, Edward Adelbert Doisy) wyizolował witaminę K z lucerny.
W 1940 roku Dam opuścił wyjechał do Kanady i Stanów Zjednoczonych, aby wygłosić serię wykładów. Po ataku Niemiec na Danię w kwietniu 1940 roku, zdecydował się pozostać w USA. Pracował na University of Rochester (w latach 1942–1945) oraz Instytucie Badań Medycznych Rockefellera. W 1946 roku, po zakończeniu II wojny światowej, powrócił do Danii i kontynuował pracę na Instytucie Politechnicznym. Prowadził badania nad witaminą K, witaminą E, tłuszczami i cholesterolem, a także, w późniejszym okresie, aspektów żywieniowych przy tworzeniu się kamienia żółciowego.
W 1943 wspólnie z Amerykaninem Edwardem Doisy otrzymał nagrodę Nobla w dziedzinie medycyny za odkrycie witaminy K i jej roli w ludzkiej fizjologii.